# Doubravanský rybník
Doubravanský rybník je rybník o rozloze vodní plochy cca 1,8 ha ležící na severním okraji obce Doubravany na potoce Kozačka u silnice III. třídy spojující vesnici Doubravany s vesnicí Seletice v okrese Nymburk. Rybník má zhruba obdélníkový tvar o rozměrech cca 300 x 50 m. Rybník slouží pro chov ryb.  

## Galerie

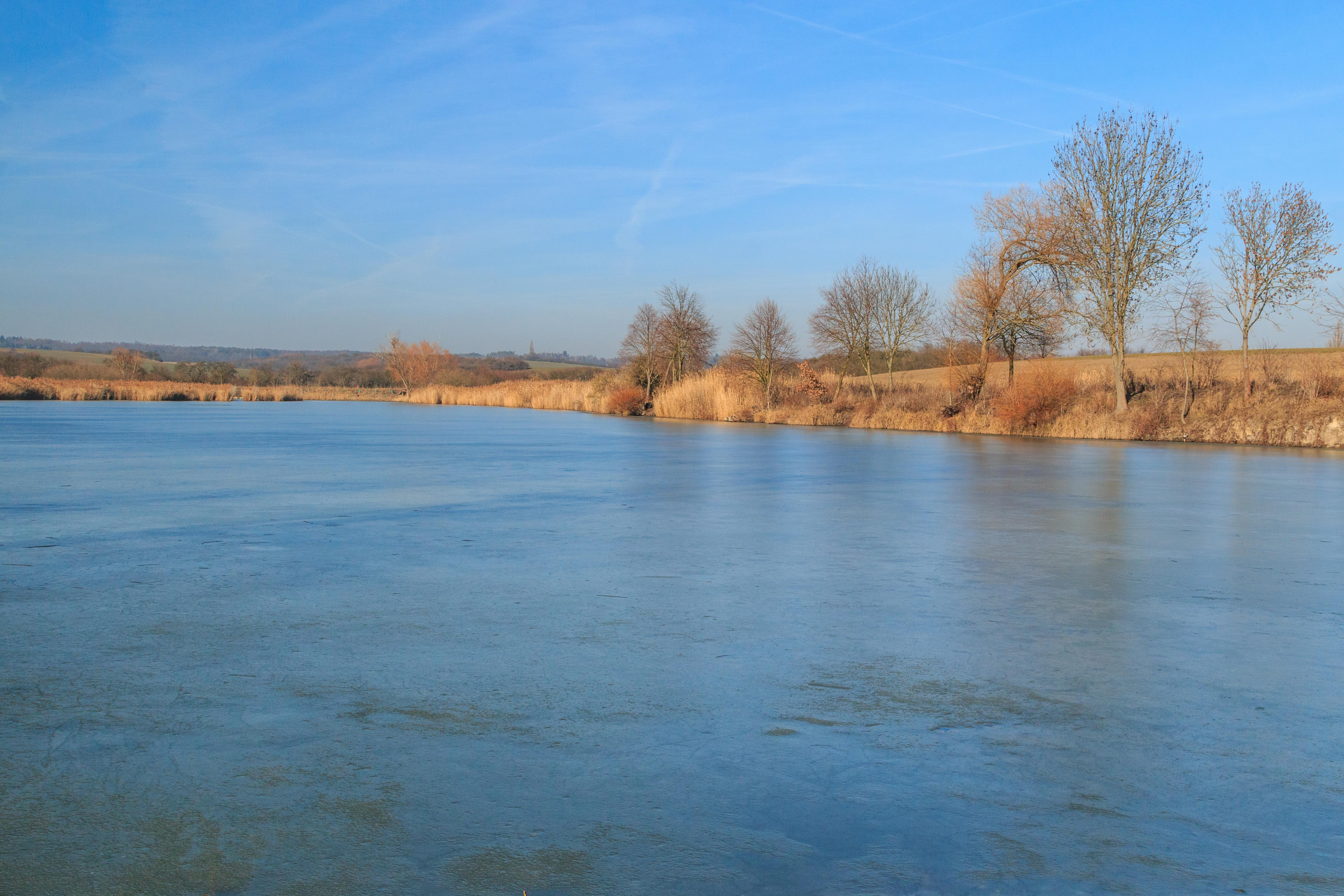
Pohled na Doubravanský rybník
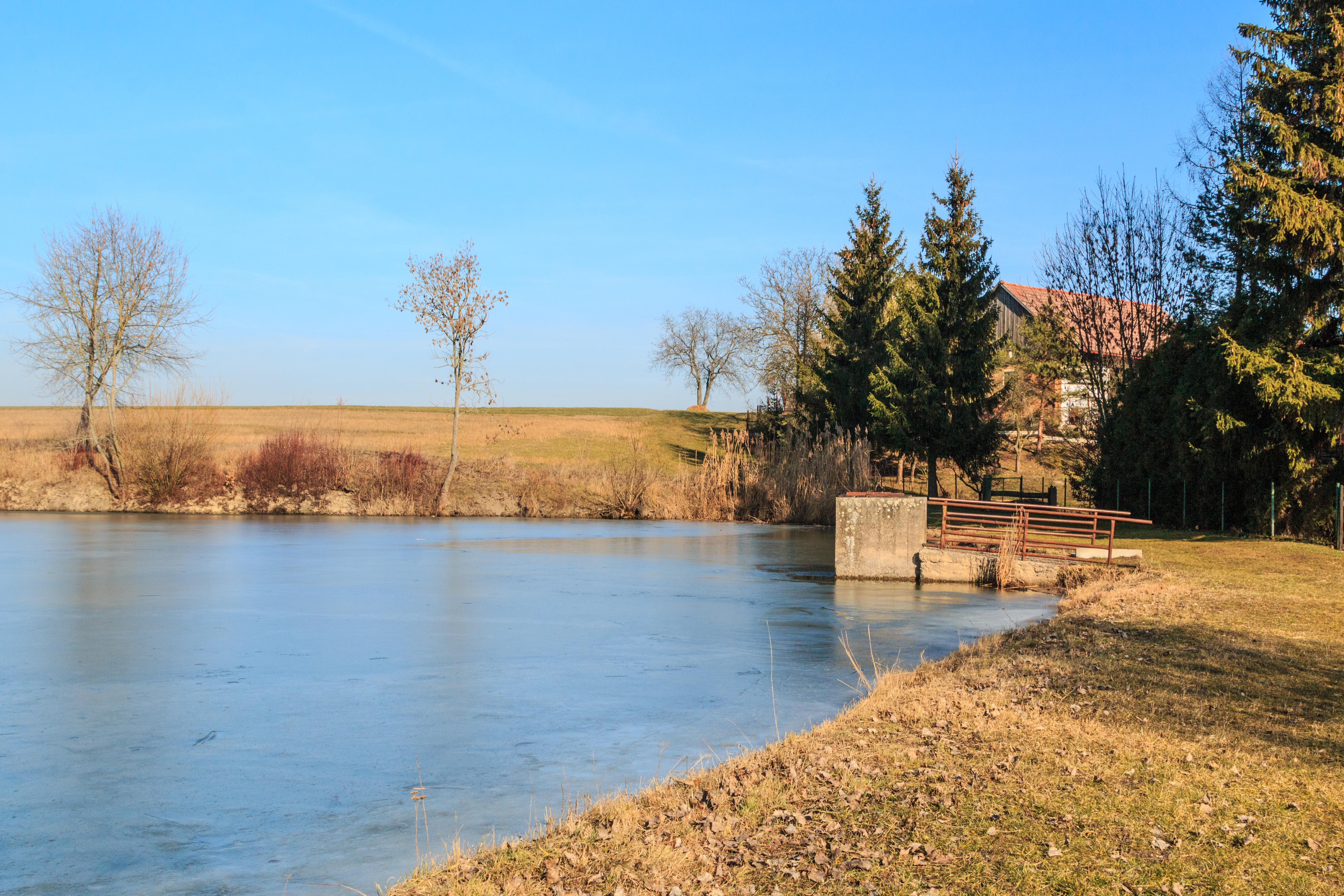
Pohled na Doubravanský rybník
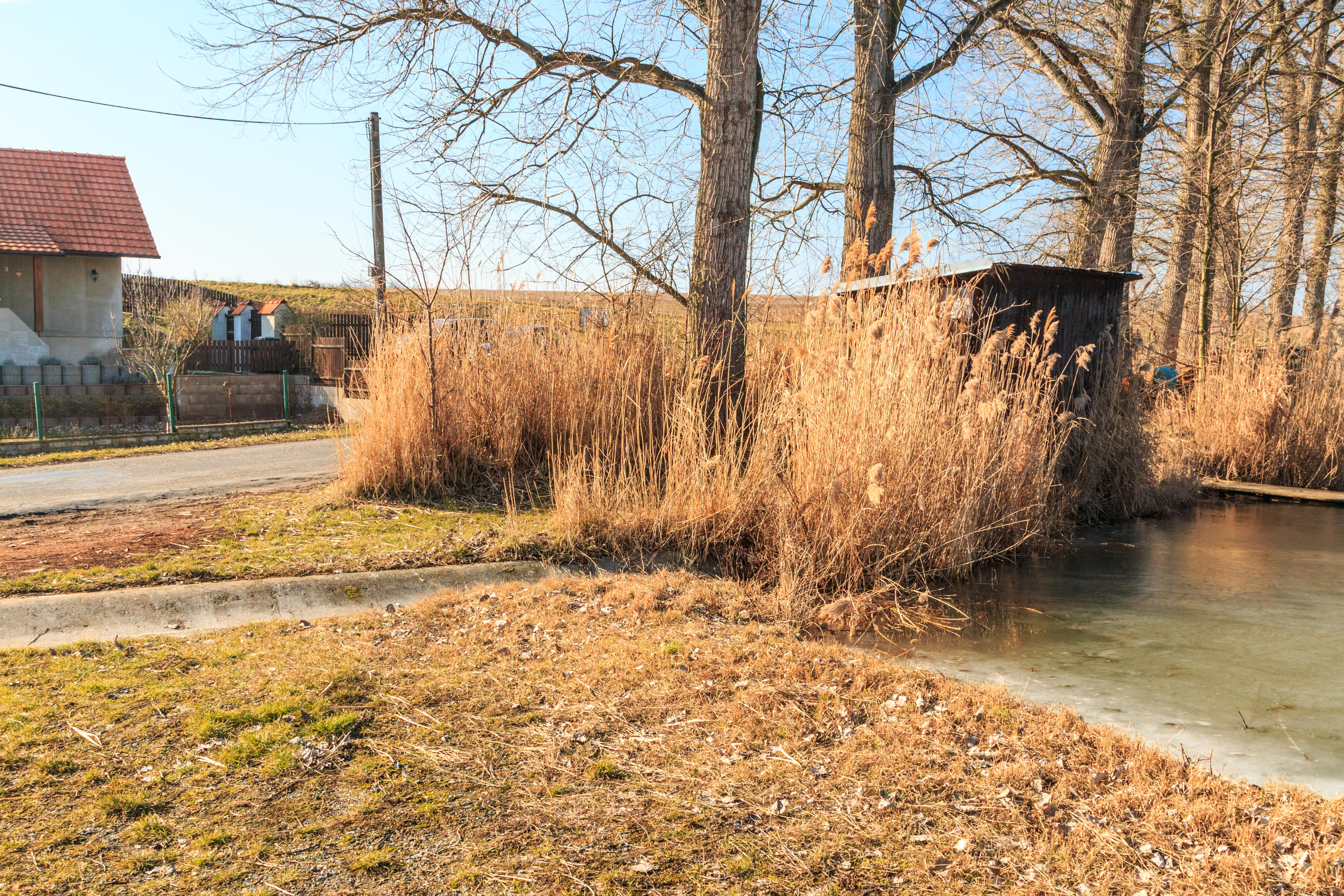
Pohled na Doubravanský rybník